# Нитропласты

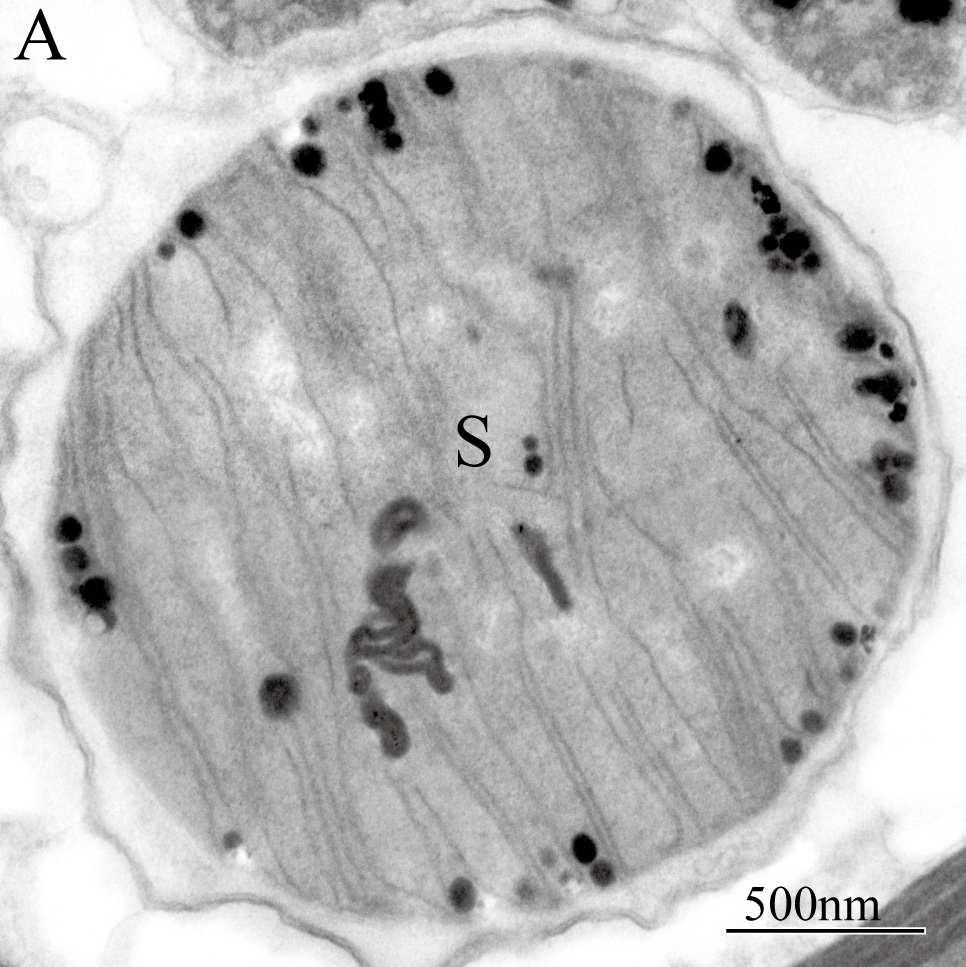
Снимок нитропласта в водоросли Braarudosphaera bigelowii, сделанный просвечивающим электронным микроскопом

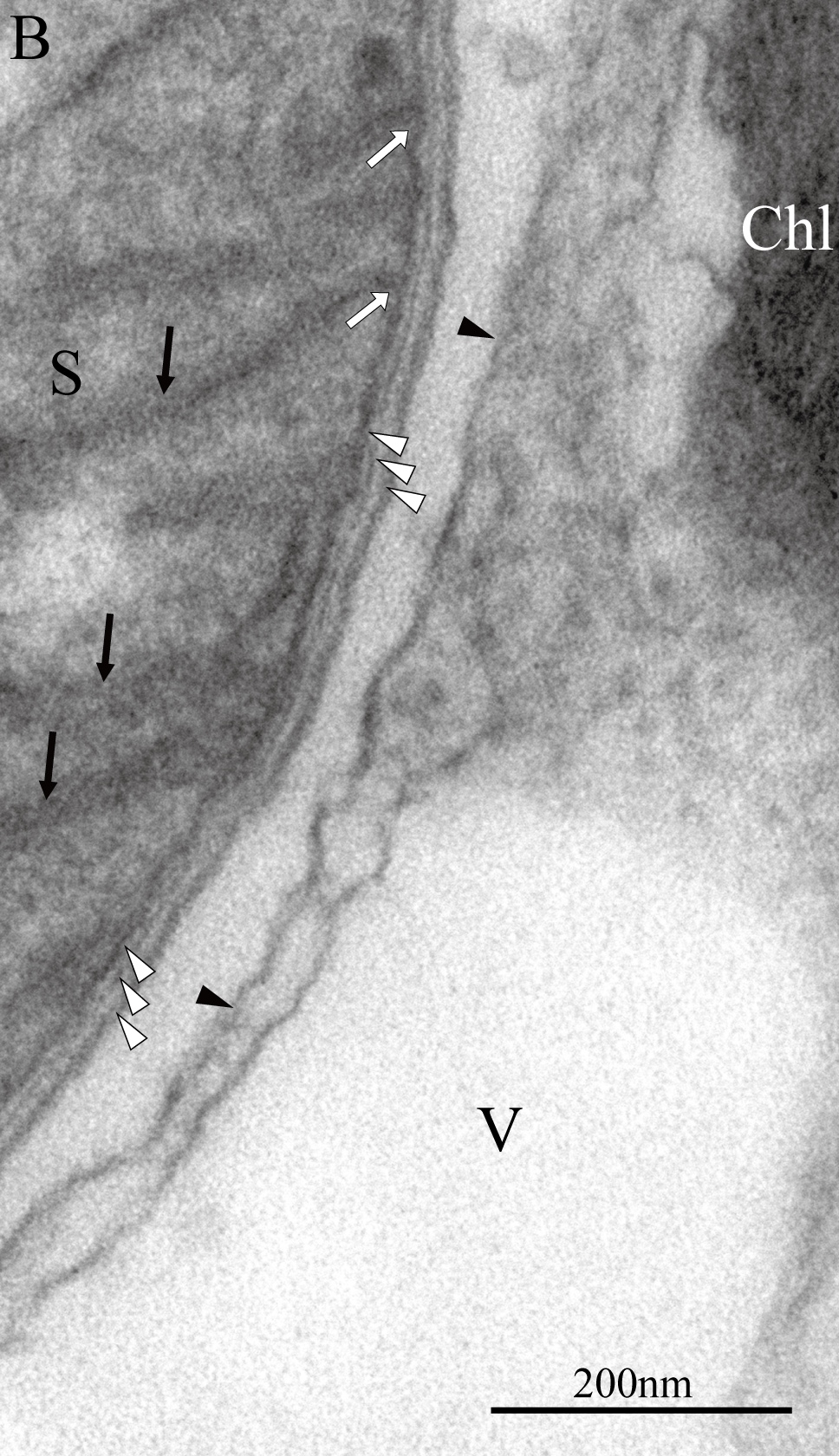
Деталь нитропласта из предыдущего снимка

Нитропласты — это органеллы, обнаруженные у некоторых видов водорослей, в частности у морских водорослей Braarudosphaera bigelowii. Она играет ключевую роль в фиксации азота, процессе, который ранее считался характерным только для бактерий и архей. Открытие нитропластов имеет большое значение как для клеточной биологии, так и для сельскохозяйственных наук.

## Открытие
В 1998 году Джонатан Зер, океанолог из Калифорнийского университета, обнаружил неизвестную последовательность ДНК, которая, по-видимому, принадлежала неизвестной азотфиксирующей цианобактерии в Тихом океане. Он назвал эту цианобактерию UCYN-A (одноклеточная цианобактерия группы A). Исследованиями в этой области занималась и Кёко Хагино, палеонтолог из Университета Коти, которая работала над изучением клеточных культур организма-хозяина B. bigelowii.
Существование нитропластов было впервые предложено исследователями, изучающими взаимодействие между B. bigelowii и UCYN-A в 2012 году. Первоначально предполагалось, что UCYN-A способствует фиксации азота, обеспечивая водоросли такими соединениями, как аммиак. Однако последующие исследования, проведенные Джонатаном Зером, показали, что UCYN-A являются органеллами.

## Структура и функции
Нитропласты обладают типичными характеристиками органелл и соответствуют двум ключевым критериям: они наследуются при делении клетки и зависят от белков, предоставляемых клеткой-хозяином. С помощью визуализации исследователи обнаружили, что нитропласты делятся вместе с клеткой-хозяином, обеспечивая их передачу дочерним клеткам.

## Последствия
Открытие нитропластов бросает вызов прежним представлениям о том, что азотфиксирующие организмы являются только прокариотическими. Понимание структуры и функций нитропластов открывает возможности для генной инженерии растений. Внедряя гены, отвечающие за функции нитропластов, исследователи стремятся вывести культуры, способные фиксировать собственный азот, что потенциально снизит потребность в азотных удобрениях и уменьшит ущерб окружающей среде.